# レナート・サイドフ
レナート・サイドフ（Renat Saidov、1988年9月29日 - ）は、ロシアのスタヴロポリ出身の柔道選手。階級は100kg超級。身長210cm。体重101kg。

## 人物
柔道は14歳の時に始めた。2011年のユニバーシアード無差別で2位となった。2013年にはワールドマスターズで3位に入った。世界団体では2位となった。2014年のグランドスラム・パリでは3位だった。地元ロシアで開催された世界選手権では準々決勝でフランスのテディ・リネールと対戦して敗れたものの、敗者復活戦を勝ち上がって3位となった。2016年のリオデジャネイロオリンピックでは2回戦で地元ブラジルのラファエル・シルバに敗れた。
現在はロシア大統領のウラジーミル・プーチンが名誉会長を務めるヤワラ・ネヴァ柔道クラブに所属している。

## 主な戦績
- 2009年 - ワールドカップ・バクー　3位
- 2010年 - ワールドカップ・トビリシ　3位
- 2010年 - グランプリ・デュッセルドルフ　5位
- 2010年 - ヨーロッパ選手権　7位
- 2010年 - ワールドカップ・アルマトイ　優勝
- 2010年 - U23ヨーロッパ選手権　3位
- 2011年 - ワールドカップ・ブダペスト　3位
- 2011年 - ワールドカップ・タリン　5位
- 2011年 - ユニバーシアード　無差別　2位
- 2012年 - グランドスラム・モスクワ　3位
- 2012年 - ワールドカップ・ウランバートル　2位
- 2012年 - ワールドカップ・アピア　優勝
- 2012年 - グランプリ・青島　2位
- 2013年 - ヨーロッパオープン・ワルシャワ　2位
- 2013年 - グランプリ・サムスン　7位
- 2013年 - ヨーロッパ選手権　5位
- 2013年 - ワールドマスターズ　3位
- 2013年 - グランプリ・マイアミ　2位
- 2013年 - ユニバーシアード　3位
- 2013年 - 世界団体　2位
- 2014年 - グランドスラム・パリ　3位
- 2014年 - グランプリ・サムスン　5位
- 2014年 - グランドスラム・バクー　3位
- 2014年 - グランプリ・ハバナ　優勝
- 2014年 - アジアオープン・台北　優勝
- 2014年 - 世界選手権　3位
- 2014年 - 世界団体　2位
- 2014年 - グランドスラム・東京 優勝
- 2015年 - パンナムオープン・サンティアゴ　優勝
- 2015年 - パンナムオープン・モンテビデオ　2位
- 2015年 - ワールドマスターズ　5位
- 2015年 - ヨーロッパ競技大会　個人戦　3位　団体戦　2位
- 2015年 - アフリカオープン・ポートルイス　優勝
- 2016年 -　グランプリ・ハバナ　優勝
- 2016年 - ヨーロッパオープン・マドリード　優勝
- 2017年 -　ヨーロッパ選手権　団体戦　2位

(出典、JudoInside.com)。